# Edoardo Amaldi

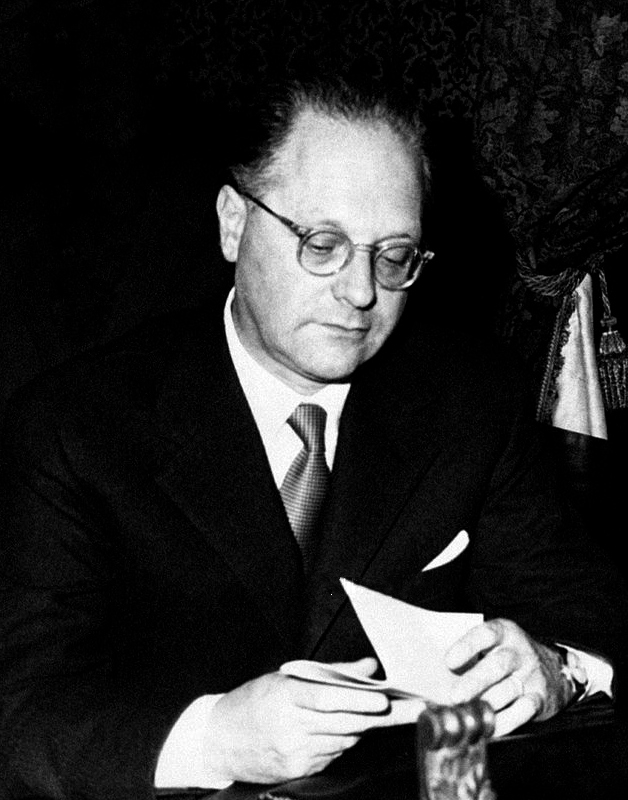
Edoardo Amaldi, 1960

Edoardo Amaldi (* 5. September 1908 in Carpaneto Piacentino; † 5. Dezember 1989 in Rom) war ein italienischer Physiker.
Edoardo war der Sohn des Mathematikprofessors Ugo Amaldi. Amaldi traf Enrico Fermi schon in seiner Jugend (1924) und studierte Physik in Rom bei dem Experimentalphysiker Orso Mario Corbino, bei dem er auch später Assistent war. Nach dem Diplom 1929 (mit einer Arbeit über die Ramanspektren von Benzol) ging er nach Leipzig zu Peter Debye, wo er über Röntgenspektren von Flüssigkeiten arbeitete. Nach seiner Rückkehr nach Rom veröffentlichte er 1932 in Zusammenarbeit mit George Placzek eine Arbeit über die Rotationsspektren des Ammoniakmoleküls, in der quantenmechanische Auswahlregeln bestätigt wurden (nach Edward Teller und Placzek). 1934 besuchte er mit Emilio Segrè, mit dem er seit seiner Jugend aus gemeinsamen Bergtouren befreundet war, das Cavendish-Laboratorium in Cambridge. Er war in Rom Mitglied der scherzhaft „ragazzi di via Panisperna“ genannten Forschungsgruppe unter der Leitung Enrico Fermis, die grundlegende Erkenntnisse in der Kernphysik gewinnen konnte, was 1938 mit dem Nobelpreis für Fermi gekrönt wurde. Wichtig war dabei eine international hochkarätig besetzte Konferenz über Kernphysik, die 1931 in Rom stattfand. Unter ihrem Einfluss wandte sich Amaldi von der Molekülspektroskopie der Kernphysik zu und untersuchte u. a. in der Fermi-Gruppe die Resonanzen in den Wirkungsquerschnitten langsamer Neutronen mit Kernen. 1936 besuchte er die USA (u. a. Merle Antony Tuve in Washington) um sich das notwendige Wissen für den Aufbau eines Cockcroft-Walton-Beschleunigers zu verschaffen. Ein zweiter Besuch 1939 diente ähnlichen Zwecken, diesmal für den Aufbau eines Zyklotrons. 1938 wurde Edoardo Amaldi auf den Lehrstuhl für Experimentalphysik in Rom berufen, den er 41 Jahre lang innehatte. Infolge der italienischen Rassengesetze von 1938 wurde die Forschungsgruppe aufgelöst; Enrico Fermi, Emilio Segrè, Franco Rasetti und Bruno Pontecorvo verließen Italien. Amaldi blieb und beschäftigte sich während der Kriegszeit mit kosmischer Strahlung.
Amaldi war einer der Gründer des Istituto Nazionale di Fisica Nucleare (INFN), dessen Präsident er wurde, der INFN-Laboratorien von Frascati sowie des Europäischen Kernforschungszentrums (CERN) in Genf.
Amaldi beschäftigte sich mit Molekülphysik, Kern- und Teilchenphysik. Er veröffentlichte auch theoretische Arbeiten, z. B. zur Theorie Magnetischer Monopole und der Gravitationswellen.
Als angesehenes Mitglied der Accademia Nazionale dei Lincei engagierte sich Amaldi in der Pugwash-Bewegung und in der ISODARCO (International School on Disarmament And Research on Conflicts) für die nukleare Abrüstung. 1961 wurde er in die American Philosophical Society und 1962 sowohl in die American Academy of Arts and Sciences als auch die National Academy of Sciences gewählt, 1963 in die Königlich Niederländische Akademie der Wissenschaften und 1964 in die Gelehrtenakademie Leopoldina. 1958 wurde er auswärtiges Mitglied der Akademie der Wissenschaften der UdSSR und 1968 der Royal Society.
Zu seinen Ehren trug das dritte Automated Transfer Vehicle (ATV) der ESA seinen Namen. Das ATV war von März bis September 2012 an der Internationalen Raumstation angedockt. Die Amaldi-Medaille für Gravitationsphysik ist ihm zu Ehren benannt. 2012 wurde ein Asteroid nach Edoardo Amaldi benannt: (18169) Amaldi.
Sein Sohn Ugo Amaldi ist ebenfalls ein bekannter Physiker.

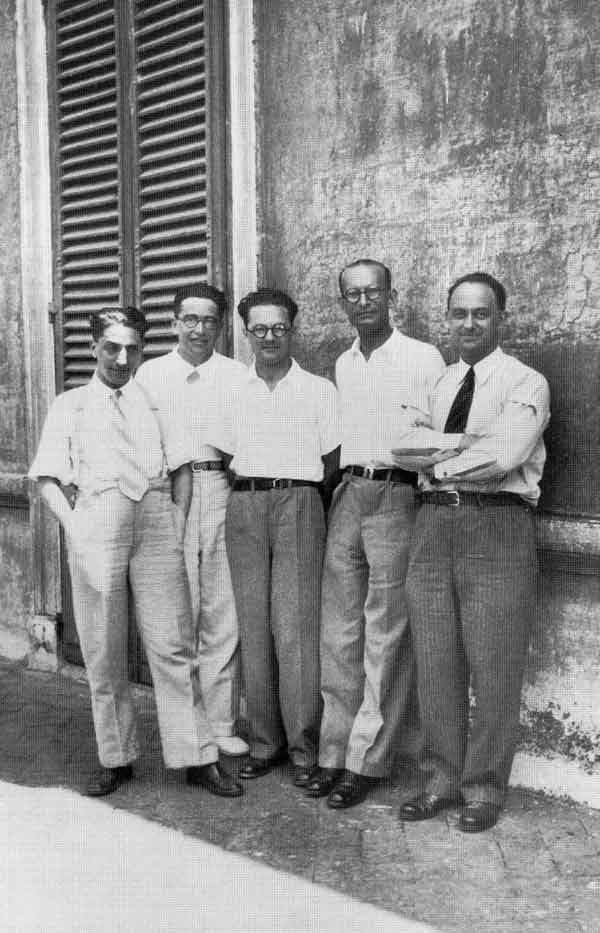
Die Physikgruppe um Enrico Fermi im Hof des Instituts für Physik (Via Panisperna) in Rom 1934 oder kurz danach, von links: Oscar D’Agostino, Emilio Segrè, Edoardo Amaldi, Franco Rasetti and Enrico Fermi